# Kakhovka rajon
Kakhovka rajon (ukrainsk: Каховський район, tr. Kakhovskij rajon) er en af 5 rajoner i Kherson oblast i Ukraine. Mod syd grænser rajonen over en kort strækning op til Krim-halvøen.
Efter Ukraines administrative reform fra juli 2020 omfatter Kakhovka rajon byerne Kakhovka, Nova Kakhovka og Tavrijsk, der alle ligger på den sydlige bred af Dnepr-floden og Kakhovskereservoiret, samt dertil forskellige mindre byer og landdistrikter. Det samlede befolkningstal for Kakhovka rajon er dermed 224.700.
Naturbeskyttelsesområdet Askanija-Nova er en del af den naturlige steppe i Kakhovka rajon, og det rummer - blandt flere sjældne dyrearter - en af verdens største bestande af Przewalski-heste.